# Bedside Press
Bedside Press était une maison d'édition canadienne fondée en 2014 par Hope Nicholson.

## Historique
En 2014, Hope Nicholson fonde la société Bedside Press qui s'installe à Winnipeg. Cette maison d'édition se spécialise dans la réimpression de comics marquant et dans la publication de jeunes artistes. En 2014, elle publie ainsi Nelvana of the Northern Lights d'Adrian Dingle et qui était sorti dans les années 1940. Elle publie aussi The Secret Loves of Geek Girls de Margaret Atwood et A Minyen Yidn de Trina Robbins. En 2017, Bedside Press devient une collection de Renegade Arts Entertainment bien que Hope Nicholson reste la propriétaire de Bedside Press et qu'elle est indépendante dans ses choix éditoriaux. Cette alliance permet surtout d'être mieux distribué au Canada et en Europe. Pour le marché des États-Unis, Bedside signe un accord avec Diamond Comic Distributors en 2019.
En novembre 2019, Bedside Press a cessé ses activités après que l'éditrice Nicholson a avoué l'inconduite sexuelle et l'agression sexuelle de l'écrivain Tres Dean.

## Quelques œuvres publiées
- Nelvana of the Northern Lights d'Adrian Dingle
- A Minyen Yidn de Trina Robbins
- The Secret Loves of Geek Girls de Margaret Atwood
- Enough Space for Everyone Else
- Gothic Tales of Haunted Love
- Work for a Million d'Eve Zaremba réédition en 2019 du roman publié en 1986 et adaptation en roman graphique[5].

## Récompenses
- The Secret Loves of Geek Girls de Margaret Atwood a été nommé aux Prix Eisner
- A Minyen Yidn de Trina Robbins nommé aux prix Eisner en 2018